# 高山緑星
高山 緑星（たかやま りょくせい、1964年5月13日 - ）は、日本の株式アナリスト。株式会社新生ジャパン投資代表取締役。本名は前池英樹。ラジオ番組などメディアに出演したり、著書を出版する際には高山緑星という通称を使用する場合が多い。

## 特徴
複雑系の科学の原理や人口動態、アストロジーを取り入れた未来予測を行う。未来予測のヒントとなった本として「利己的な遺伝子」「コンプレクシティへの招待」「エレガントな宇宙」の3冊をあげている

## 経歴
山口大学経済学部国際経済学科卒業。住友生命保険相互会社有価証券部年金ファンド運用課、株式市場新聞記者、投資顧問業者（株）グリーンリバー専務取締役を経て、現職の（株）新生ジャパン投資代表取締役社長に就任。
またの名でもある高山緑星で名を馳せたのは、（株）グリーンリバー在籍時で、当時の店頭市場（現在のジャスダック）において数倍高銘柄を多数輩出した。新生ジャパン投資発足時には、大晦日と元旦を除く363日会社に出社。そんな生活を14年間続けた。現在は自身の会社で投資家に助言サービスを行う一方で、ラジオ番組や日本株に関する著書も発行している。

## ラジオ番組
- 源太緑星株教室　ラジオNIKKEI第1　毎週火曜日に投資インストラクターの大岩川源太氏とともに全体相場予想・注目銘柄などを発信している[2]。2022年1月18日放送終了

## 著書
- 100倍高のスゴ株!　ぱる出版　ISBN 4827211310[3]